# Magnetrón

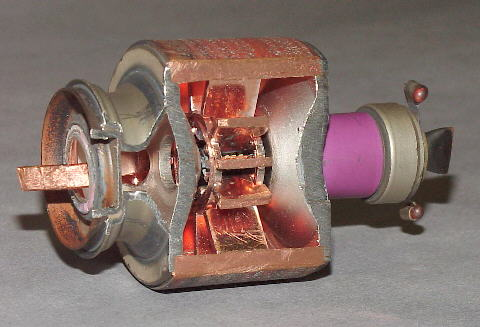
Magnetrón seccionado, pudiéndose ver sus cavidades.

Un magnetrón (del inglés: cavity magnetron) es un dispositivo que transforma la energía eléctrica en energía electromagnética en forma de microondas. Fue desarrollado hacia el final de los años 30 con el fin de alimentar al radar mediante una fuente radioeléctrica potente (varios cientos de vatios) y con una longitud de onda centimétrica, por lo tanto unas frecuencias elevadas para la época de 300 MHz a 3 GHz (ondas decimétricas) y más allá de 3 GHz (ondas centimétricas).
Los osciladores de tubos utilizados anteriormente eran incapaces de proporcionar tanta potencia (lo que suponía un alcance insuficiente de los radares), a frecuencias tan elevadas (de donde una discriminación angular débil).

Diagrama de un magnetrón de cavidad resonante

El uso de campos magnéticos como un medio para controlar el flujo de una corriente eléctrica fue impulsado por la invención del Audion por Lee de Forest en 1906. Albert Hull de General Electric Research Laboratory comenzó el desarrollo de magnetrones para evitar las patentes de De Forest, pero estos nunca fueron completamente exitosos. Otros experimentadores recogieron el trabajo de Hull y Habann introduciendo un avance clave, el uso de dos cátodos, en Alemania en 1924. La investigación adicional se limitó hasta que el artículo japonés de Okabe de 1929 señaló la producción de señales de longitud de onda centimétrica, lo que generó interés mundial. El desarrollo de magnetrones con cátodos múltiples fue propuesto por A. L. Samuel de Bell Telephone Laboratories en 1934, lo que llevó a los diseños de Postumus en 1934 y Hans Hollmann en 1935. La producción fue retomada por Philips, General Electric Company (GEC), Telefunken y otros, limitados a quizás a 10 W de salida. En ese momento, el klystron estaba produciendo más energía y el magnetrón no se usaba mucho, aunque Aleksereff y Malearoff construyeron un dispositivo de 300 W en la URSS en 1936 (publicado en 1940).
TEl magnetrón de "cavidad" fue una mejora radical introducida por John Randall y Harry Boot en la Universidad de Birmingham, Inglaterra en 1940. Su primer ejemplo de trabajo produjo cientos de vatios a una longitud de onda de 10 cm, un logro sin precedentes. En cuestión de semanas, los ingenieros de GEC lo habían mejorado a más de un kilovatio, y en meses a 25 kilovatios, más de 100 kW en 1941 y avanzando hacia un megavatio en 1943. Los pulsos de alta potencia se generaron desde un dispositivo del tamaño de un libro pequeño y transmitido desde una antena de solo centímetros de largo, reduciendo el tamaño de los sistemas de radar prácticos en órdenes de magnitud. Aparecieron nuevos radares para los cazas nocturnos, aviones antisubmarinos e incluso los barcos de escolta más pequeños, y desde ese momento los Aliados de la Segunda Guerra Mundial mantuvieron una ventaja en el radar que sus contrapartes en Alemania y Japón nunca pudieron cerrar. Hacia el final de la guerra, prácticamente todos los radares aliados se basaban en un magnetrón.
El magnetrón continuó usándose en el radar en el período de la posguerra, pero cayó en desgracia en la década de 1960 cuando surgieron los klystron y los tubos de ondas progresivas de alta potencia. Una característica clave del magnetrón es que su señal de salida cambia de pulso a pulso, tanto en frecuencia como en fase. Esto lo hace menos adecuado para comparaciones de pulso a pulso para realizar indicaciones de objetivo en movimiento y eliminar "parásitos" de la pantalla del radar. El magnetrón sigue en uso en algunos sistemas de radar, pero se ha vuelto mucho más común como fuente de bajo costo para hornos de microondas. De esta forma, hoy en día se utilizan más de mil millones de magnetrones.

## Historia
La primera forma de tubo magnetrón, el magnetrón de ánodo dividido, fue inventado por Albert Hull en 1920, pero no era capaz para las altas frecuencias y se utilizó poco. Dispositivos similares se experimentaron con muchos equipos a través de los años 1920 y 1930. El moderno tubo magnetrón de cavidad resonante fue inventado por John Randall y Harry Boot en 1940 en la Universidad de Birmingham, Inglaterra. La alta potencia de los pulsos de su dispositivo hicieron posible el radar de banda centímetrica, radares de longitud de onda más cortas que permitían la detección de objetos más pequeños por medio de antenas más pequeñas. El tubo magnetrón de cavidad compacta redujo sensiblemente el tamaño de los conjuntos de radar de manera que podían ser instalados en los aviones antisubmarinos y en los buques de escolta.
En la posguerra, el magnetrón se usó cada vez menos como radar. Esto se debió al hecho de los cambios de salida del magnetrón de pulso a pulso, tanto en frecuencia como en fase. Esto hace que la señal sea inadecuada para las comparaciones pulso a pulso, que son ampliamente utilizadas para la detección y eliminación del "desorden" en la pantalla de radar. El magnetrón se mantiene en uso en algunos radares, pero se ha convertido en mucho más común como una fuente de bajo costo de microondas para el horno de microondas. En esta forma, aproximadamente mil millones de magnetrones están en uso hoy en día.

## Funcionamiento

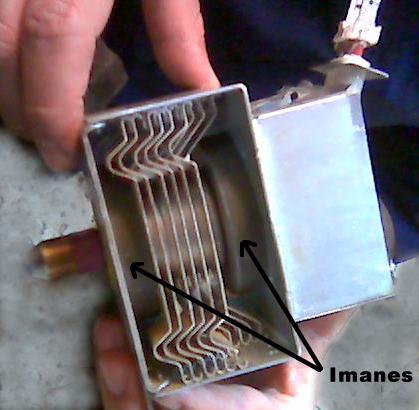
Magnetrón de un horno microondas abierto.

Básicamente consiste en un cilindro metálico, en el que hay dispuestas de forma radial una serie de oquedades o cavidades resonadoras, que se comunican con una cavidad central mayor, en cuyo eje existe un filamento metálico de titanio.
Esta válvula fue desarrollada originalmente a partir de la válvula Klystron, en la Universidad de Birmingham (Inglaterra) por el profesor Mark Oliphant, en el otoño de 1939. La idea básica es utilizar la válvula para producir señales de potencias elevadas en la gama de microondas para los sistemas de radar que todavía no estaban suficientemente desarrollados.
El cilindro se comporta como ánodo y el filamento central como cátodo. El filamento, conectado al polo negativo de una fuente de corriente continua, se pone incandescente y emite electrones por efecto termoiónico. El cilindro se conecta al polo positivo y atraerá a los electrones. Todo este conjunto se encuentra dispuesto entre los polos de un potente electroimán.
Por acción de este potente campo magnético, los electrones, en lugar de ir en línea recta hacia el cilindro, al ser atraídos hacia las oquedades, realizan una trayectoria circular y, al penetrar en ella, se movilizan en remolino.
El espacio abierto entre la placa y el cátodo se llama el espacio de interacción. En este espacio los campos eléctricos y magnéticos interactúan para ejercer la fuerza sobre los electrones.
Dado que toda carga eléctrica en movimiento crea a su alrededor un campo electromagnético, todos los electrones en movimiento circular en las oquedades producen ondas electromagnéticas –en este caso microondas– perpendiculares al desplazamiento de los mismos y de una frecuencia dependiente del tamaño de las oquedades. Sin embargo, la frecuencia no es precisamente controlable, varía con los cambios en la impedancia de carga, con cambios en la intensidad, y con la temperatura del tubo. Mediante un cable coaxial, se transmite la energía a un director o radiador, constituido por una antena.
¿Qué ocurre dentro de la placa?

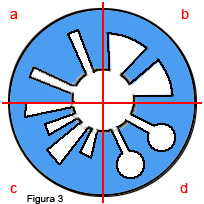
Diversos diseños de oquedades.

La forma de las cavidades u oquedades varía, se muestra en la Figura 3. El cable de salida suele ser una sonda o loop se extiende en una de las cavidades a punto y junto a una guía de onda o en la línea coaxial.
- a) de tipo ranura
- b) de tipo paletas
- c) de tipo sol naciente
- d) de tipo agujero y ranura

El proceso que se produce se puede dividir en cuatro fases:

### Fase 1: La producción y la aceleración de un haz de electrones
Cuando no existe campo magnético, se produce un movimiento uniforme y directo de los electrones desde el cátodo a la placa. Si la intensidad del campo magnético aumenta, la curva que dibujan los electrones es más pronunciada. Cuando se alcanza el valor del campo crítico, los electrones son desviados lejos de la placa y la intensidad en la placa cae. Cuando la intensidad de campo se hace aún mayor, las caídas de corriente de placa llegan a cero o casi cero.

### Fase 2: La velocidad de modulación del haz de electrones
El campo eléctrico en el oscilador magnetrón es el producto de los campos de Corriente alterna y Corriente continua. El campo de Corriente continua se extiende radialmente a partir de segmentos adyacentes del ánodo al cátodo. Los campos de corriente alterna, que se extienden entre los segmentos adyacentes, se muestran en un instante de la magnitud máxima de una alternancia de las oscilaciones de radio frecuencia que se producen en las cavidades.
Los electrones que se mueven hacia los segmentos de ánodo cargado positivamente se aceleran. Obtienen una mayor velocidad tangencial. Por otro lado los electrones que se mueven hacia los segmentos con carga negativa reducen su velocidad. Como consecuencia de una velocidad tangencial menor.

### Fase 3: Formación de un "espacio de carga de la rueda"
La acción acumulativa de muchos electrones regresando al cátodo, mientras que otros se mueven hacia el ánodo forma un patrón parecido a los radios de una rueda en movimiento conocido como "el espacio de carga de la rueda". La rueda de carga espacial gira alrededor del cátodo a una velocidad angular de 2 polos (segmentos de ánodo) por ciclo del campo de corriente alterna. Esta relación de fase permite la concentración de electrones para liberar de forma permanente energía para mantener las oscilaciones de radiofrecuencia.

### Fase 4: Distribuir la energía para el campo de CA
Recordemos que un electrón en movimiento contra un Campo eléctrico es acelerado por el campo y toma la energía del campo. Además, si prescindimos de la energía de un electrón en un campo y se ralentiza el movimiento en la misma dirección que el campo (de positivo a negativo). El electrón pasa la energía de cada cavidad a medida que pasa el tiempo y llega al ánodo cuando su energía se gasta. Por lo tanto, el electrón ha ayudado a mantener las oscilaciones, ya que ha tomado la energía del campo de Corriente continua y la ha dado al campo de Corriente alterna.
Normalmente, para que los imanes permanentes no dejen de funcionar por alcanzar la temperatura de Curie, los magnetrones industriales se enfrían con agua, o en su defecto, con un sistema de dispersión que consiste en placas metálicas, que a la vez filtran las ondas electromagnéticas producidas, gracias al principio de resonancia.
El Magnetrón puede producir salidas de potencia continua de más de 1 kW de potencia a una frecuencia de 1 GHz. La salida baja a medida que la frecuencia aumenta. Por ejemplo, a los 10 GHz, un magnetrón puede producir de 10 a 20 vatios de la radio frecuencia de salida continua.

## Usos
Hoy en día los usos principales son:
- El radar, donde ahora tiene la competencia del Klistrón, el carcinotrón, el tubo de ondas progresivas y los semiconductores.
- El horno microondas. Se dice que se descubrió la aplicación cuando los técnicos veían a los gorriones quemados tras pasar cerca de las antenas de los primeros radares ingleses, las ondas emitidas por el dispositivo son guiadas por un orificio para llegar hasta los alimentos a calentar, excitando sus moléculas de agua e incrementando su temperatura, por ello los que son en su mayor parte líquidos con un punto de ebullición menor al de otros sólidos se calientan más rápidamente. La principal empresa fabricante de magnetrones en la Segunda Guerra Mundial fue la Raytheon Inc. Uno de sus ingenieros descubrió con sorpresa cómo un chocolate que llevaba en el bolsillo para almorzar se había convertido en crema al estar trabajando al lado del radar [cita requerida]. Esto le llevó a pensar en el uso doméstico de este invento, llevando a la preparación del primer horno microondas.
- En medicina física,[11] las microondas se utilizan como método de calentamiento profundo (diatermia). La producción de calor se basa en el hecho de que las moléculas orgánicas y de agua vibran con gran energía (vibración forzada) al ser sometidas a microondas de determinada frecuencia. La fricción producida entre las moléculas en vibración genera rápidamente calor. En definitiva, la penetración y la absorción de las microondas en los tejidos biológicos depende, fundamentalmente, de tres factores:

1. Longitud de onda. A medida que la longitud de onda disminuye (aumenta la frecuencia), disminuye la penetración.
2. Conductividad del absorbente. La energía de las microondas tiende a penetrar tejidos con baja conductividad y a ser absorbida en tejidos con elevada conductividad eléctrica. Esencialmente, cuanto mayor es el contenido en agua del tejido, mayor es la absorción. Espesor de grasa subcutánea. Cuanto mayor es, dicho espesor, la penetración se ve disminuida.

## Peligros para la salud

Señal de advertencia ISO 7010: Radiación no ionizante

Al menos un peligro en particular es bien conocido y está documentado. Como el cristalino humano no tiene un flujo sanguíneo refrescante, es particularmente propenso a sobrecalentarse cuando se expone a la radiación de microondas. Este calentamiento puede, a su vez, conducir a una mayor incidencia de cataratas en la vejez.
También existe un peligro eléctrico considerable alrededor de los magnetrones, ya que requieren una fuente de alimentación de alto voltaje.
Todos los magnetrones contienen una pequeña cantidad de torio mezclado con tungsteno en su filamento. Si bien este es un metal radiactivo, el riesgo de cáncer es bajo ya que nunca se transporta por el aire con el uso normal. Solo si el filamento se saca del magnetrón, se tritura finamente y se inhala, puede representar un peligro para la salud.